# Mulle (Rieserfernergruppe)
Der Mulle ist ein 3159 m ü. A. hoher Berggipfel der Rieserfernergruppe an der Grenze zwischen Osttirol (Österreich) und Südtirol (Italien).

## Lage
Der Mulle befindet sich im Nordwesten des Bezirks Lienz (Gemeinde St. Jakob in Defereggen) bzw. im Nordosten von Südtirol (Gemeinde Sand in Taufers). Bezogen auf die Lage innerhalb der Rieserfernergruppe liegt der Mulle im Nordosten am langgezogenen Lenksteinkamm. Der Mulle ist ein unauffälliger Gipfel, wobei sich in diesem Bereich des Lenksteinkamms durch zahlreiche Spitzen mit geringer Schartung nur kaum markante Gipfel ausgebildet haben. Der Mulle befindet sich im Lenksteinkamm zwischen dem Großen Rotstein 3147 m ü. A. im Norden und der Muklaspitze 3162 m ü. A. im Osten. Nördlich des Mulle befindet sich das Nördliche Fleischbachkees, südwestlich verläuft das Ursprungtal. Im 19. Jahrhundert waren auch die südlich orientierten Flanken des Mulle durch den Lenksteinferner vergletschert.
Über die genaue Lage des Mulle gibt es jedoch auch andere Auffassungen. Der Alpenvereinsführer Rieserfernergruppe vermerkt dazu: „Wie allgemein in diesem Kamm sind die einzelnen Gipfel wegen der Einförmigkeit der Gebirgsstruktur schwierig zu identifizieren und auseinanderzuhalten“ und in weiterer Folge von einem „Gipfelgewirrr“. Die im Alpenvereinsführer beschriebene und hier wiedergegebene Lage deckt sich jedenfalls mit historischen Karten. Die Österreichische Karte (ÖK 50) verortet den Mulle hingegen rund 300 Meter weiter westlich an der Schnittstelle des Lenksteinkamms mit dem zum Fleischbachjoch abfallenden Nordgrat. Dieser Gipfel wird in der Führerliteratur und in historischen Karten jedoch als Muklaspitze oder Große Muklaspitze bezeichnet. 
Die in Südtirol gelegenen Bergflanken sind im Naturpark Rieserferner-Ahrn unter Schutz gestellt, die österreichischen Bergflanken liegen in der Kernzone des Nationalparks Hohe Tauern.

## Anstiegsmöglichkeiten
Der Aufstieg auf den Mulle erfolgt von Norden über das Fleischbachkees, das beispielsweise von der Oberen Seebachalm und das Fleischbachjoch erreicht werden kann. Über das Fleischbachkees gelangt man zur Einschartung (3070 m ü. A.) zwischen dem Großen Rotstein und dem Mulle und danach in Blockkletterei am zum Teil brüchigen, dunkelfarbigen Gneis zum Gipfel (UIAA II). 